# Галаті-Мамертіно
Галаті-Мамертіно, Ґалаті-Мамертіно (італ. Galati Mamertino, сиц. Galati) — муніципалітет в Італії, у регіоні Сицилія,  метрополійне місто Мессіна.
Галаті-Мамертіно розташоване на відстані близько 480 км на південний схід від Рима, 125 км на схід від Палермо, 75 км на захід від Мессіни.
Населення — 2657 осіб (2014).

## Демографія
Населення за роками:

Станом на 1 січня 2023 року в муніципалітеті офіційно проживало 27 іноземців з 8 країн, серед них 17 громадян країн Євросоюзу.

## Сусідні муніципалітети
- Фраццано
- Лонджі
- Сан-Сальваторе-ді-Фіталія
- Торторичі